# Clube DataRo de Ciclismo/Saison 2012
Dieser Artikel listet Erfolge und Fahrer des Radsportteams Clube DataRo de Ciclismo in der Saison 2012 auf.

## Erfolge in der UCI America Tour
Bei den Rennen der  UCI America Tour im Jahr 2012 gelangen dem Team nachstehende Erfolge.
| Datum    | Rennen                                                | Kat. | Fahrer         |
| -------- | ----------------------------------------------------- | ---- | -------------- |
| 23. Juni | Brasilianische Meisterschaft – Einzelzeitfahren (U23) | CN   | Murilo Affonso |

## Zugänge – Abgänge
| Zugänge          | Team 2011 | Abgänge          | Team 2012              |
| ---------------- | --------- | ---------------- | ---------------------- |
| Thiago Dosanoski | Neoprofi  | Gregolry Panizo  | Funvic-Pindamonhangaba |
| Elvis de Mironda | Neoprofi  | Felipe da Silva  | FW Engenharia          |
| Lucas Onesco     | Neoprofi  | Cristian da Rosa | Ribeirão Preto         |
| Sidnei da Silva  | Neoprofi  | Daizon Mendes    | Unbekannt              |

## Mannschaft
| Name              | Geburtstag         | Nationalität |
| ----------------- | ------------------ | ------------ |
| Murilo Affonso    | 19. Juni 1991      | Brasilien    |
| Rodrigo Araújo    | 30. Juli 1987      | Brasilien    |
| André Coelho      | 24. Juli 1991      | Brasilien    |
| Thiago Dosanoski  | 18. September 1989 | Brasilien    |
| Elvis de Mironda  | 16. September 1990 | Brasilien    |
| Lucas Onesco      | 13. November 1989  | Brasilien    |
| Eduardo Sales     | 13. Mai 1989       | Brasilien    |
| Renato dos Santos | 31. Januar 1983    | Brasilien    |
| Renato Seabra     | 25. April 1978     | Brasilien    |
| Sidnei da Silva   | 28. März 1982      | Brasilien    |
| Alcides Vieira    | 22. Dezember 1981  | Brasilien    |
| Cleberson Weber   | 19. August 1984    | Brasilien    |